# Acordeón
El acordeón es un instrumento musical armónico de viento, constituido por un fuelle, un diapasón y dos cajas armónicas de madera.
En sus dos extremos el fuelle está cerrado por las cajas de madera. La parte de la mano derecha del acordeón tiene además un "diapasón" con una disposición de teclas que pueden ser como el de un piano (acordeón a piano) o teclas redondas (también llamadas botones) (acordeón cromático. Aunque esta denominación puede que no sea correcta) dependiendo del tipo de acordeón; la parte de la mano izquierda tiene botones en ambos tipos de acordeón para tocar los bajos y acordes de acompañamiento, también accionando una palanca se cambia el sistema de bajos, pasando al sistema BASSETI, que coloca las 4 primeras filas desde afuera con notas cromáticas y por octavas, mientras que las dos últimas se dejan como bajos y contrabajos sin octavas. Es muy popular en Argentina, Asturias, Bulgaria, Colombia, Cantabria, Chile, Ecuador, Europa Central (Alemania, Austria), Europa del Este (Rusia, Bulgaria, Ucrania y Rumania), Francia (París), Galicia, La Rioja, México (norte), Navarra, Panamá, Paraguay, Perú, Portugal, República Dominicana, sur de Italia, Suiza, Uruguay (noreste), Venezuela (en el caso de la polca típica de la colonia Tovar, por su vinculación con el folclore). Para el instrumento semejante utilizado en Argentina, Uruguay y Perú (en menor medida), véase: bandoneón. El acordeón también es muy utilizado por todo Brasil tanto el de teclas como el de botones de norte a sur del país en varios estilos y ritmos musicales.
También es muy popular en la música folclórica del pueblo circasiano.
Este instrumento puede parecer de cuerda percutida al ver las teclas como las de un piano, pero aun así el acordeón es de viento mecánico, ya que no funciona a través del soplo humano, sino a través de un mecanismo.

## Funcionamiento del acordeón
Estas cajas de madera contienen, a su vez, otras cajas de madera más pequeñas en las que se encuentran las “voces”. Estos son lengüetas metálicas que vibran con el aire y generan el sonido del acordeón.
Para cada caja de madera juegan cierto número de llaves o teclas, para seleccionar los sonidos a emitir. Estas cajas de madera contienen unos conductos por los que pasa el aire a las cajas musicales directamente a través de las voces que emiten las diferentes notas musicales. En su estado normal todos estos conductos se mantienen bloqueados por una tapa de madera con la fuerza de los resortes correspondientes a cada tecla. Estos resortes se sostienen en una varilla transversal. Las teclas se comunican respectivamente con "palancas" que mueven las tapas de madera. Al presionar una tecla, la tapa de madera se abre por el tiempo deseado y posteriormente regresará a su posición inicial mediante la acción de los resortes.
Para hacer sonar una nota musical, basta con hacer pasar el aire abriendo o cerrando el acordeón mientras se presiona una o varias teclas. Dependiendo del tipo de acordeón, el sonido emitido puede o no variar al abrir y cerrar el acordeón mientras se presiona la misma tecla.
Al interpretar el acordeón, el lado de la mano derecha corresponde a las escalas (los sonidos son agudos), y la parte de la mano izquierda a los bajos y acordes.

## Construcción
Los acordeones tienen muchas configuraciones y tipos. Lo que puede ser fácil de hacer con un tipo de acordeón puede ser técnicamente difícil o imposible con otro, y el dominio de una configuración puede no traducirse en otra.
La diferencia más obvia entre los acordeones es su manual de mano derecha. Los acordeones de piano utilizan un teclado musical de tipo piano, mientras que los acordeones de botones utilizan una botonera. Los acordeones de botones se diferencian además por el uso de una botonera cromática o diatónica para el manual de la mano derecha.
Los acordeones pueden ser bisonóricos, produciendo diferentes alturas dependiendo de la dirección del movimiento del fuelle, o unisonóricos, produciendo el mismo tono en ambas direcciones. Los acordeones de piano son unisonóricos. Los acordeones de botones cromáticos también tienden a ser unisonóricos, mientras que los acordeones de botones diatónicos tienden a ser bisonóricos, aunque existen notables excepciones.
El tamaño del acordeón no está estandarizado, y puede variar significativamente de un modelo a otro. Los acordeones varían no sólo en sus dimensiones y peso, sino también en el número de botones o teclas presentes en los manuales de la mano derecha e izquierda. Por ejemplo, los acordeones de piano pueden tener tan sólo 8 botones de bajo (dos filas de cuatro notas), o hasta 120 (seis filas de veinte notas) o más. Los acordeones también varían en función de sus rangos de lengüetas y registros de conmutación y de su afinación y sonorización específicas.
A pesar de estas diferencias, todos los acordeones comparten una serie de componentes comunes.

### Componentes universales

#### Fuelle
- Acordones de piano: 1, 2, 13
- Acordeón de botones diatónico: 3
- Acordones de botones cromáticos: 11, 12, 14
- Acordeones digitales (V-Accordions, Roland Corporation): 11, 12, 13, 14
- Bandoneón: 4
- Concertina inglesa: 5
- Concertinas anglo-alemanas (concertinas anglo): 6, 7, 8, 9, 10

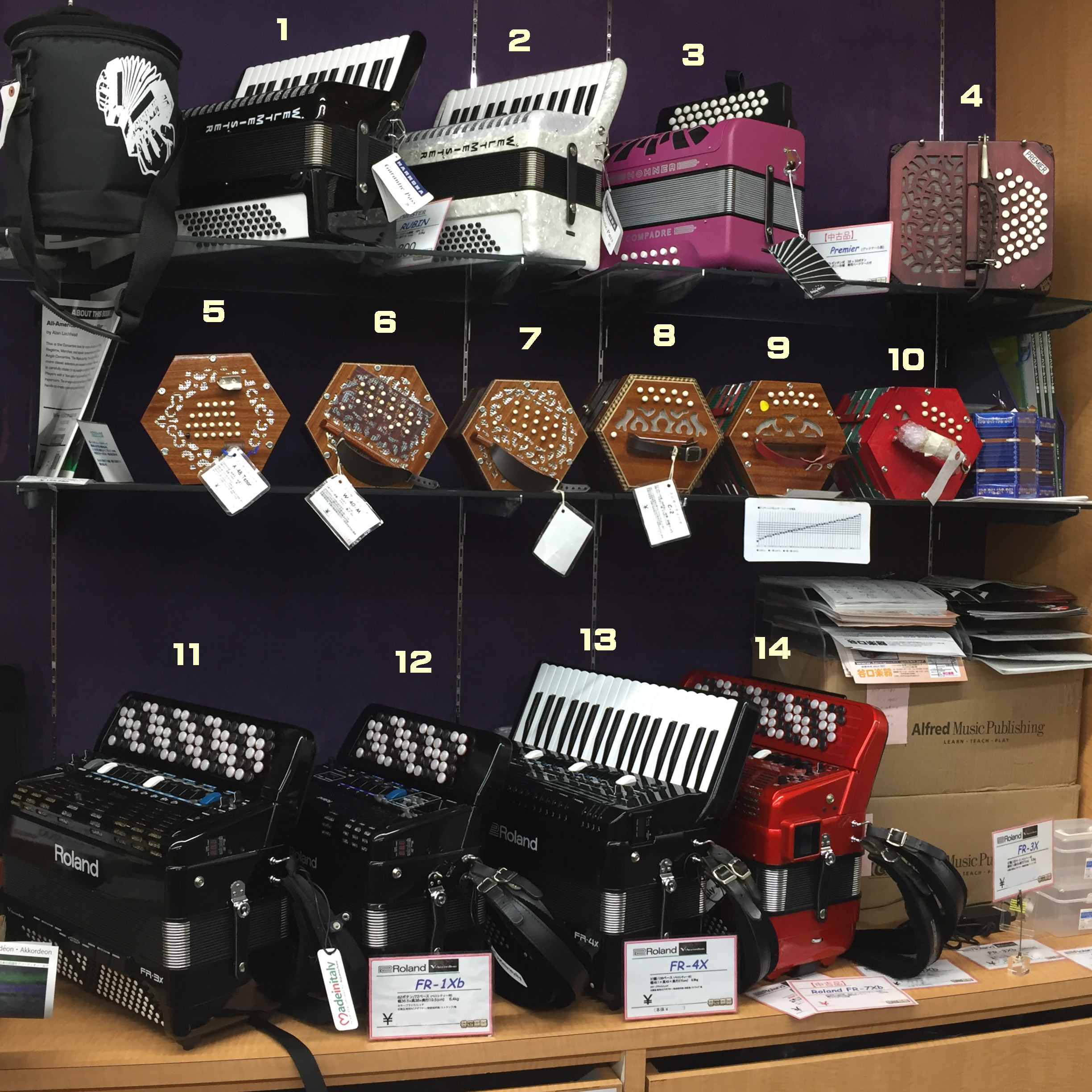
Instrumentos con fuelle

El fuelle es la parte más reconocible del instrumento, y el principal medio de articulación. La producción de sonido en un acordeón está en proporción directa al movimiento del fuelle por parte del intérprete. En cierto sentido, la función del fuelle puede compararse con la función de mover el arco de un violín sobre las cuerdas arqueadas. Para una analogía más directa, el fuelle puede compararse con la función de respiración de un cantante. El fuelle está situado entre los manuales de la mano derecha y la izquierda, y está hecho de capas plisadas de tela y cartón, con cuero y metal añadidos. Se utiliza para crear presión y vacío, impulsando el aire a través de la lengüetas interna y produciendo el sonido por sus vibraciones, la presión aplicada aumenta el volumen.
El toque del teclado no es expresivo y no afecta la dinámica: toda la expresión se efectúa a través del fuelle. Los efectos del fuelle incluyen:
- Control de volumen, incluyendo oleadas y desvanecimientos
- Repetidos cambios de dirección cortos y rápidos ("sacudida de fuelle"), que ha sido popularizado[cita requerida] por músicos como Renato Borghete (música gaucha) y Luiz Gonzaga,[5] y muy utilizado en el forró, llamado resfulengo en Brasil
- Movimiento constante del fuelle mientras se aplica presión a intervalos.
- Movimiento constante del fuelle para producir tonos claros sin resonancia
- Cambiar sutilmente la entonación para imitar la expresividad de un cantante
- El uso del fuelle con el botón de aire silencioso produce el sonido del aire en movimiento ("whooshing"), que a veces se utiliza en composiciones contemporáneas para este instrumento.

#### Cuerpo

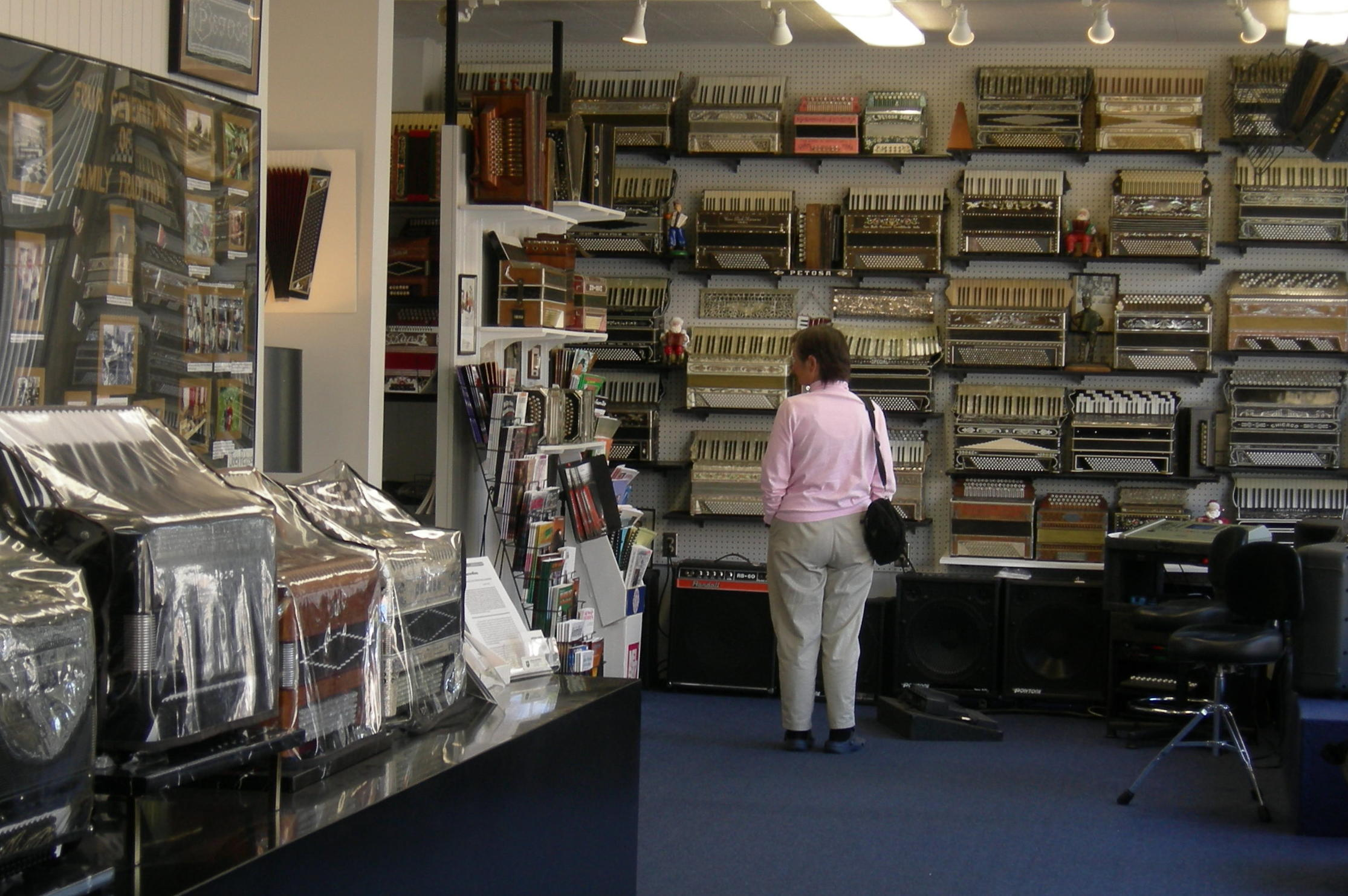
Salón de exposición de acordeones (Petosa Accordions, Seattle, Washington).

El cuerpo del acordeón consiste en dos cajas de madera unidas por el fuelle. Estas cajas albergan cámaras de lengüetas para los manuales derecho e izquierdo. Cada lado tiene una rejilla para facilitar la transmisión del aire hacia dentro y hacia afuera del instrumento, y para permitir que el sonido se proyecte mejor. La rejilla del manual derecho suele ser más grande y suele tener una forma decorativa. El manual de la mano derecha se utiliza normalmente para tocar la melodía y el manual de la mano izquierda para tocar el acompañamiento; sin embargo, los músicos hábiles pueden invertir estos papeles y tocar las melodías con la mano izquierda.
El tamaño y el peso de un acordeón varía en función de su tipo, disposición y rango de ejecución, que puede ser tan pequeño como para tener sólo una o dos filas de bajos y una sola octava en el manual de la derecha, hasta el acordeón estándar de 120 bajos y hasta los grandes y pesados modelos de convertidor de 160 bajos libres.

#### Mecanismo de paletas
El acordeón es un aerófono. El mecanismo manual del instrumento activa el flujo de aire o lo desactiva:

Una vista lateral del mecanismo de paletas en un acordeón de piano. Al pulsar la tecla, la paleta se levanta, lo que permite que el aire entre en la cámara tonal en cualquier dirección y excite las lengüetas; la dirección del flujo de aire depende de la dirección del movimiento del fuelle. Un movimiento mecánico similar de la paleta se utiliza en los acordeones de botones, así como en los mecanismos de los bajos, como la máquina de bajos de Stradella, que traduce la pulsación de un solo botón en múltiples aperturas de la paleta para las notas de un acorde.

### Componentes variables
El término acordeón abarca una amplia gama de instrumentos, con componentes variables. Todos los instrumentos tienen filas de lengüetas de algún formato, aparte de los acordeones digitales sin lengüetas. No todos tienen interruptores para cambiar de registro o rango, ya que algunos sólo tienen un registro de agudos y otro de graves. El acordeón más típico es el acordeón de piano, que se utiliza para muchos géneros musicales. Otro tipo de acordeón es el acordeón de botones, que se utiliza en tradiciones musicales como la música cajún, el conjunto y la música tejana, la música alpina suiza y eslovena-austriaca, y la música folclórica argentina. El acordeón estilo Helikon tiene múltiples cuernos acampanados que sobresalen del lado izquierdo para reforzar el tono grave. La palabra "Helikon" se refiere a una tuba de tono grave.

#### Sistemas de mano derecha
Existen diferentes sistemas para el manual de la mano derecha de un acordeón, que normalmente se utiliza para tocar la melodía (aunque también puede tocar acordes). Algunos utilizan una disposición de botones dispuesta de una manera u otra, mientras que otros utilizan un teclado estilo piano. Cada sistema tiene diferentes beneficios reivindicados por quienes lo prefieren. También se utilizan para definir un acordeón u otro como un "tipo" diferente:
- Acordeón cromático de botones y el bayan, una variante rusa, utilizan una botonera en la que las notas están dispuestas cromáticamente. Existen dos sistemas principales, denominados sistema B y sistema C (también hay variantes regionales). En raras ocasiones, algunos acordeones cromáticos de botones tienen un teclado decorativo en la mano derecha además de las filas de botones, un enfoque utilizado por el virtuoso acordeonista Pietro Frosini.
- Acordeón de botones diatónicos utilizan una botonera diseñada en torno a las notas de escalas diatónicas en un número reducido de teclas. Las teclas suelen estar dispuestas en una fila para cada tecla disponible.  Pueden existir escalas cromáticas combinando notas de diferentes filas. El adjetivo "diatónico" también se utiliza comúnmente para describir los acordeones bisonóricos, es decir, aquellos instrumentos cuyas teclas manuales de la mano derecha (y en algunos casos incluso de los bajos) suenan cada una dos notas diferentes dependiendo de la dirección del fuelle (por ejemplo, produciendo secuencias de tríadas mayores mientras se cierra el fuelle y séptima dominante o 7-9 mientras se abre). Este es el caso, por ejemplo, del bandoneón argentino, el Steirische Harmonika esloveno-austríaco-alemán, el organetto checo, el Schwyzerörgeli suizo y la concertina anglo.
- Los acordeones de piano utilizan un teclado musical similar al de un piano, en ángulo recto con respecto a la caja, con la parte superior de las teclas hacia el interior del fuelle.
  - El acordeón de bajos, raramente utilizado, tiene sólo un teclado de mano derecha, con filas de lengüetas de 8', 16' y 32', siendo la nota más baja el tono más grave de un teclado de pedal de órgano de tubos (pedal C). Está destinado a la ejecución de líneas de bajo en las orquestas de acordeón.
  - El acordeón piccolo, poco utilizado, también tiene sólo un teclado de mano derecha.
- Los acordeones de 6-plus-6 utilizan una botonera con tres filas de botones en una disposición "uniforme" o de "tonos enteros", generalmente conocida como teclado Jankó. La escala cromática consta de dos filas. La tercera fila es una repetición de la primera, por lo que existe la misma digitación en las doce escalas. Estos acordeones se producen sólo en ediciones especiales, por ejemplo, el logicordion producido por Harmona.

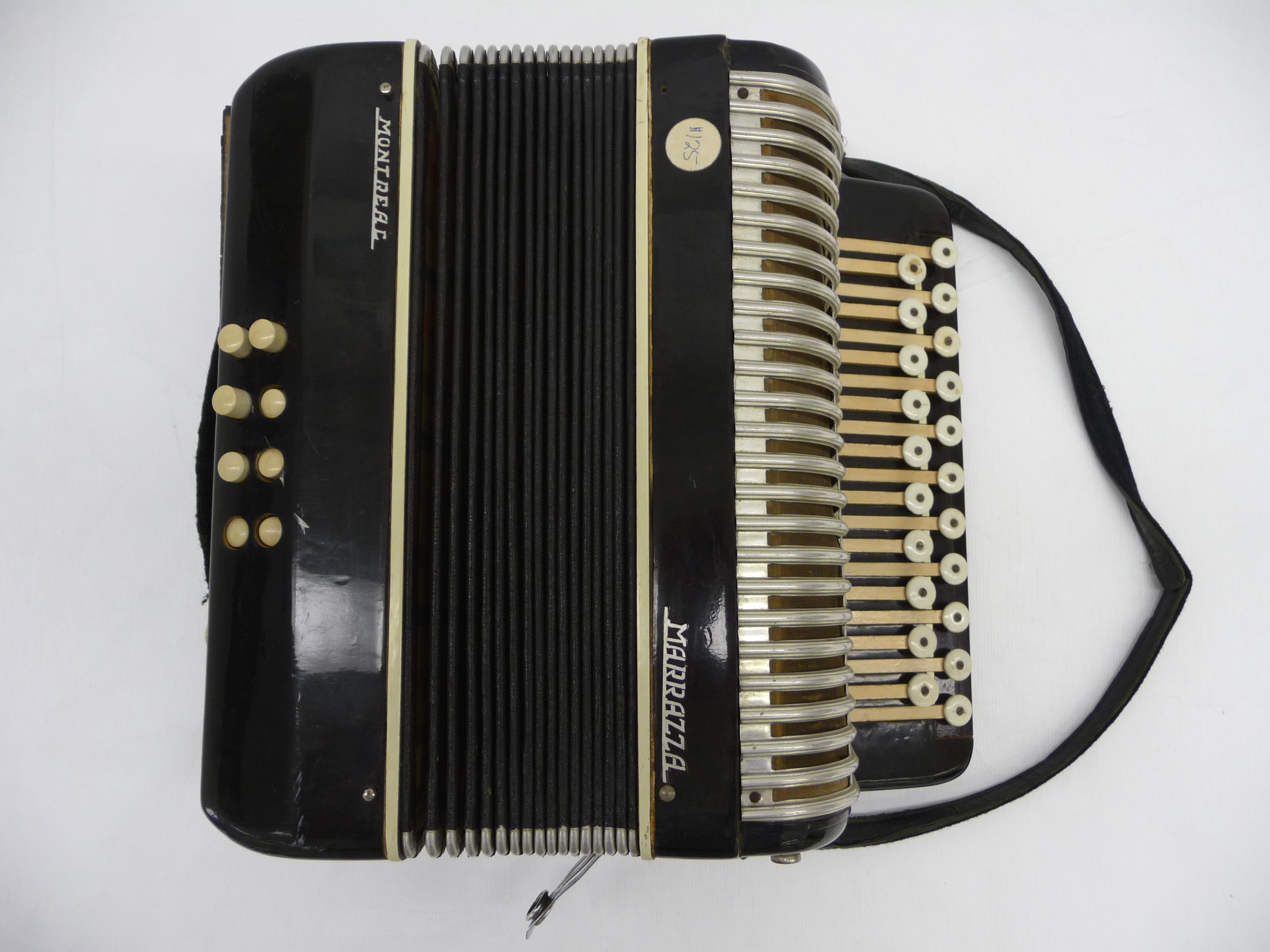
Un acordeón de teclas fabricado por la empresa Marrazza en Italia. Fue traído por los inmigrantes italianos a Australia desde su tierra natal.
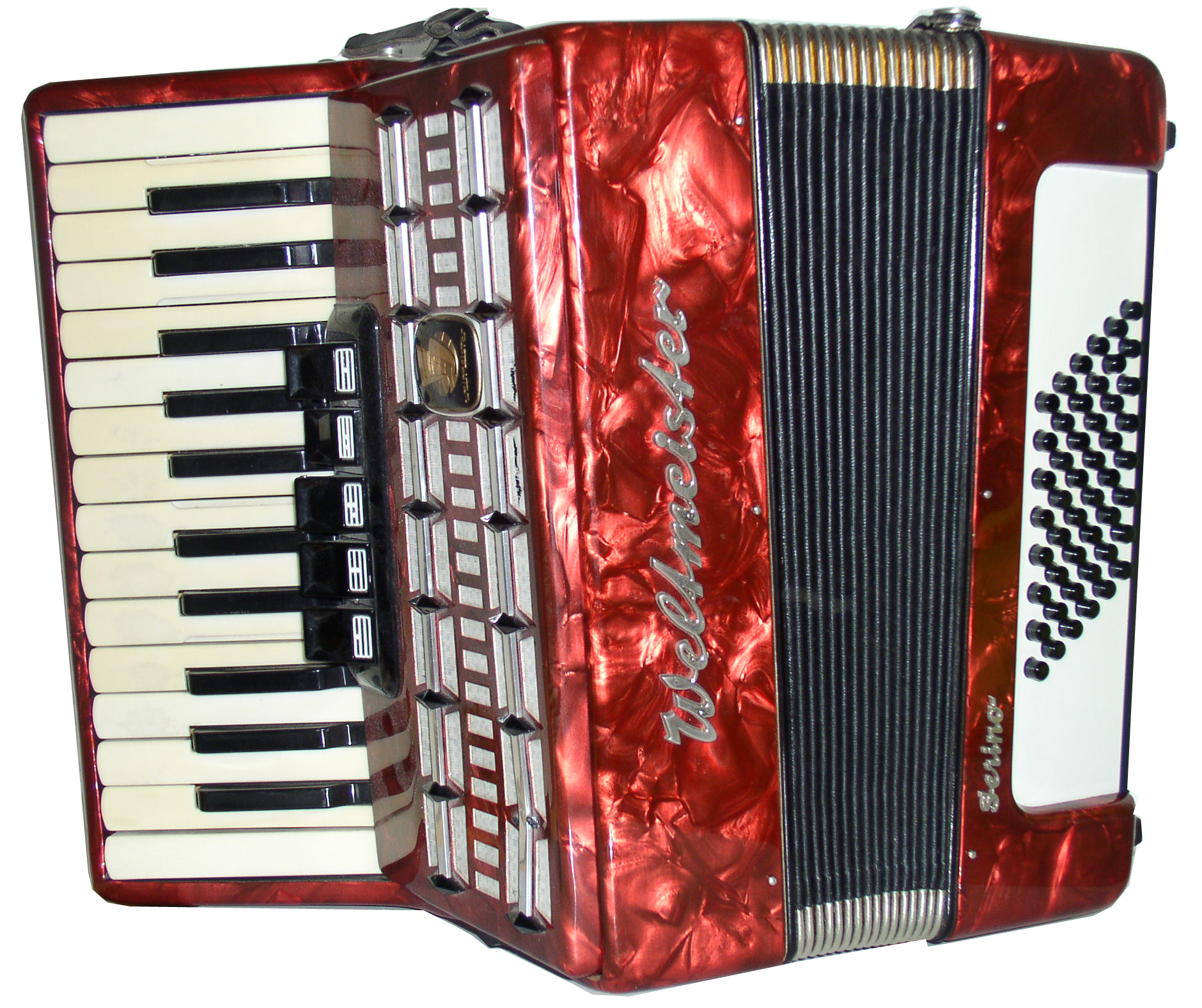
Un acordeón de piano Weltmeister de VEB Klingenthaler Harmonikawerke

#### Sistemas manuales de mano izquierda

Típico sistema de bajos Stradella de 120 botones. Este es el sistema manual de la mano izquierda que se encuentra en la mayoría de los acordeones unisonóricos actuales

También se utilizan diferentes sistemas para el manual de la mano izquierda, que normalmente se utiliza para tocar el acompañamiento. Suelen utilizar botones de bajo distintos y a menudo tienen botones con concavidades o tachuelas para ayudar al intérprete a navegar por la disposición a pesar de no poder ver los botones mientras toca. Hay tres categorías generales:

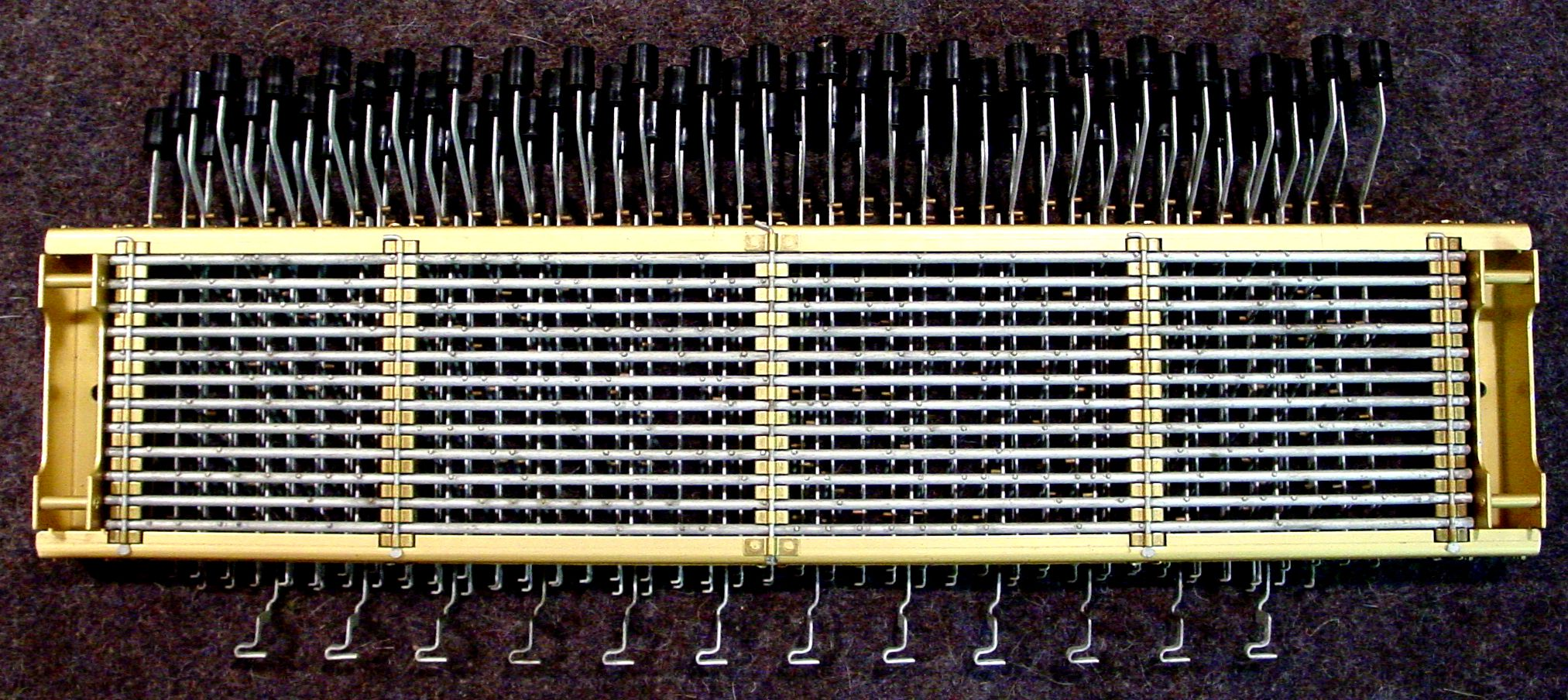
Los botones de los bajos activan un complejo mecanismo de cables, varillas y palancas, que normalmente está oculto dentro del instrumento

- El sistema de bajo Stradella, también llamado bajo estándar, está dispuesto en un círculo de quintas y utiliza botones individuales para las notas de bajo y filas adicionales de botones individuales para los acordes mayores, menores, de séptima de dominante y disminuidos preestablecidos. Los acordes de séptima de dominante y disminuidos son voicings de acordes de tres notas que omiten las quintas de los acordes.
- El sistema de bajo belga es una variación utilizada en los acordeones cromáticos belgas. También se organiza en un círculo de quintas pero en orden inverso. Este sistema tiene tres filas de bajos, tres filas de botones de acordes que permiten una digitación más fácil para tocar melodías, acordes combinados, un mejor uso de los dedos uno y cinco, y más espacio entre los botones. Este sistema se utilizó raramente fuera de su Bélgica natal.
- Varios sistema de bajo libre para un mayor acceso a tocar melodías y líneas de bajo complejas en el manual de la mano izquierda y para formar los propios acordes nota a nota. Se suelen elegir para tocar jazz y música clásica. Algunos modelos pueden convertir entre bajo libre y bajo Stradella; esto se llama bajo convertidor.  Las notas de la mano izquierda del bajo libre están dispuestas cromáticamente en tres filas con una fila adicional duplicada de botones.
- Los acordeones de piano de doble teclado Luttbeg tienen una disposición de teclado de piano tanto en los agudos como en los bajos. Esto permite a los pianistas, sobre todo a Duke Ellington, doblar el acordeón sin dificultad. El bercandeón es una versión mejorada de ese instrumento, lo que lo convierte también en un "bandoneón de teclado".

#### Ranuras y conmutadores de caña

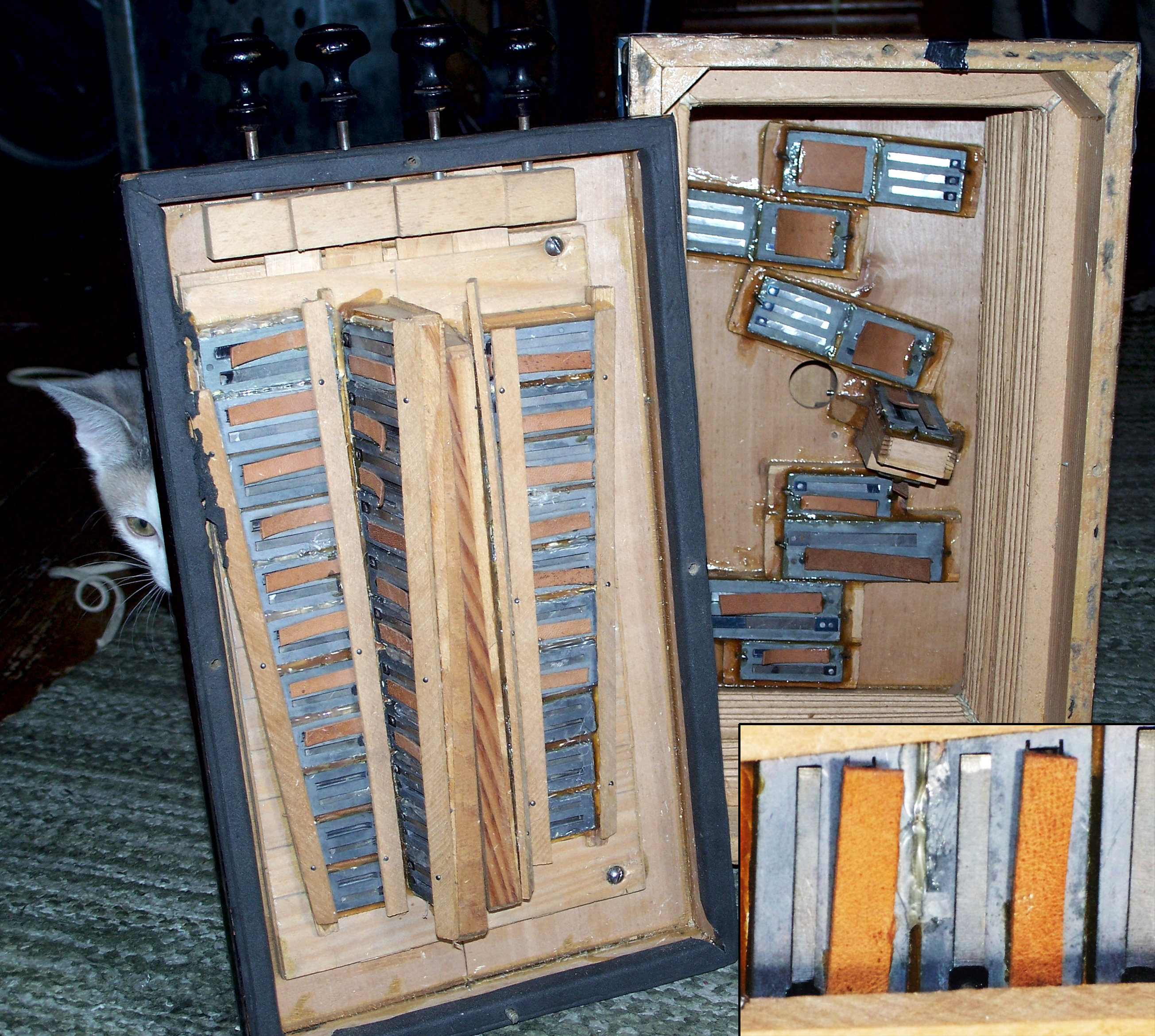
Acordeón: conjuntos de lengüetas con un primer plano de las lengüetas.

En el interior del acordeón se encuentran las lengüetas que generan los tonos del instrumento. Están organizadas en diferentes "bancos" de sonido, que pueden combinarse en "registros" que producen diferentes "timbres". Todos los acordeones, excepto los más pequeños, están equipados con interruptores que controlan la combinación de bancos de lengüetas, organizados de mayor a menor registros. Cada parada de registro produce un timbre de sonido separado, muchos de los cuales también difieren en octavas o en cómo se combinan las diferentes octavas. Todos los acordeones, excepto los más pequeños, suelen tener interruptores de agudos. Los acordeones más grandes y más caros suelen tener también interruptores de bajos para dar opciones al banco de lengüetas en el lado de los bajos.

#### Clasificación de los acordeones cromáticos y de tipo piano
A la hora de describir o fijar el precio de un acordeón, el primer factor es el tamaño, expresado en número de teclas a cada lado. Para un tipo de piano, podría ser, por ejemplo, 37/96, lo que significa 37 teclas agudas (tres octavas más una nota) en el lado de los agudos y 96 teclas graves. Un segundo aspecto del tamaño es la anchura de las teclas blancas, lo que significa que incluso los acordeones con el mismo número de teclas tienen teclados de diferentes longitudes, que van desde 14 pulgadas (35,6 cm) para un acordeón infantil hasta 19 pulgadas (48,3 cm) para un instrumento de tamaño adulto. Después del tamaño, el precio y el peso de un acordeón dependen en gran medida del número de filas de lengüetas en cada lado, ya sea en un cassotto o no, y en menor grado en el número de combinaciones disponibles a través de los interruptores de registro.
El precio también se ve afectado por el uso de maderas costosas, decoraciones de lujo y características como un interruptor de palma, sordina de rejilla, etc. Algunos fabricantes de acordeones venden una gama de modelos diferentes, desde un modelo básico menos caro hasta un modelo de lujo más costoso. Normalmente, los interruptores de registro se describen como Reeds: 5 + 3, que significa cinco lengüetas en el lado de los agudos y tres en el de los graves, y Registros: 13 + M, 7, que significa 13 botones de registro en el lado de los agudos más un "maestro" especial que activa todos los rangos, como el interruptor de "tutti" u "órgano completo" en un órgano, y siete interruptores de registro en el lado de los bajos. Otro factor que influye en el precio es la presencia de componentes electrónicos, como micrófonos de condensador, controles de volumen y tono, o sensores y conexiones MIDI.

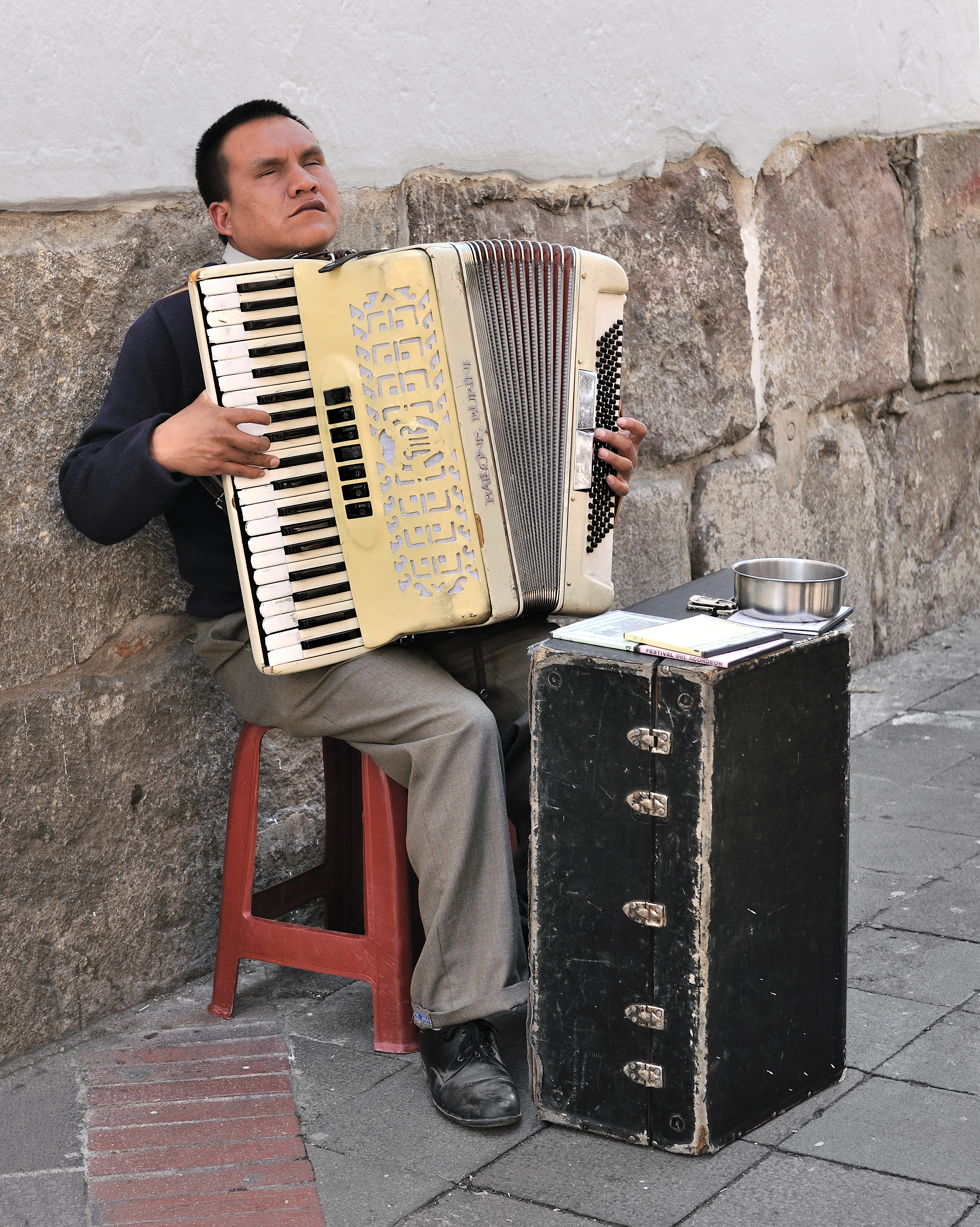
Tocador de acordeón en una calle del centro histórico de Quito, Ecuador

#### Correas
Los acordeones de botones cromáticos y de piano más grandes suelen ser más pesados que otros squeezebox más pequeños, y están equipados con dos correas para los hombros para facilitar el equilibrio del peso y aumentar el control del fuelle mientras se está sentado, y evitar que se caiga el instrumento cuando se está de pie. Otros acordeones, como el acordeón diatónico de botones, sólo tienen una correa para el hombro y una correa para el pulgar de la mano derecha. Todos los acordeones tienen una correa de cuero (en su mayoría ajustable) en el manual de la mano izquierda para mantener la mano del músico en posición mientras tira del fuelle. También hay correas por encima y por debajo del fuelle para mantenerlo bien cerrado cuando el instrumento no está sonando.

## Tipos

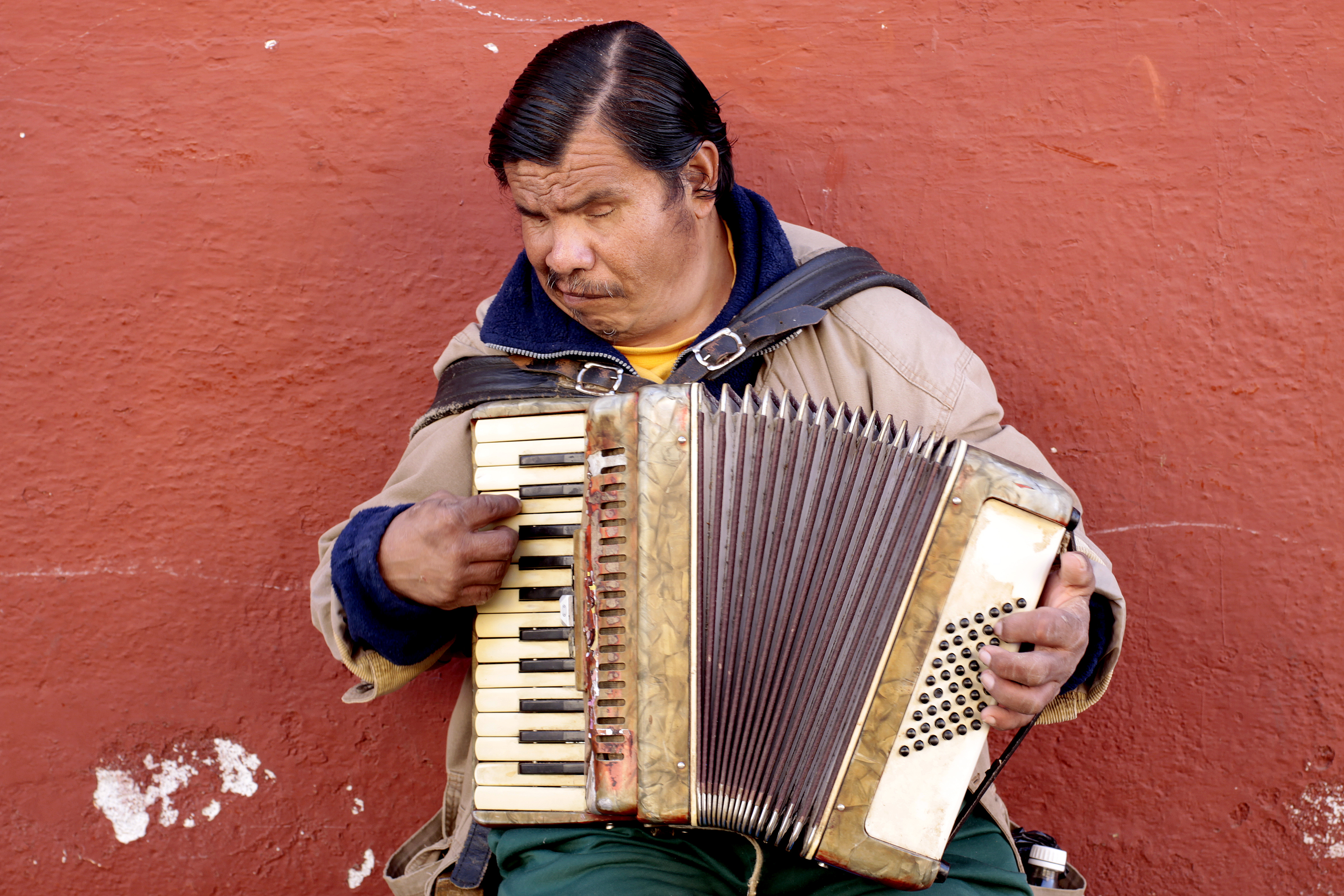
Músico ciego tocando el acordeón, en Pátzcuaro, Michoacán, México.

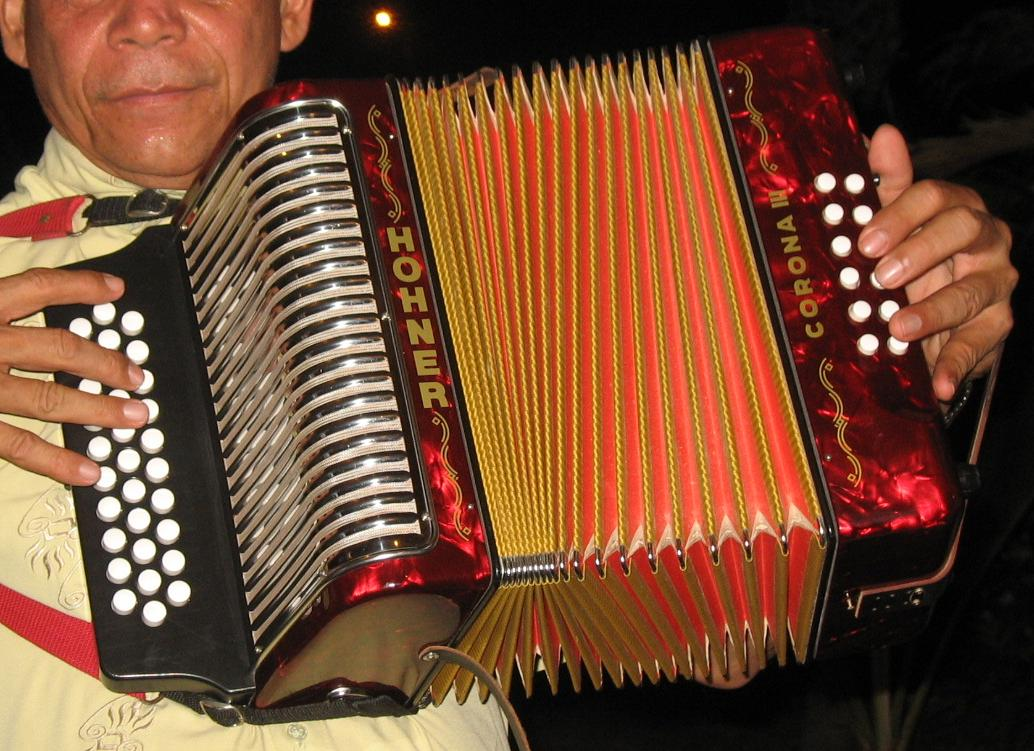
Acordeón diatónico a botones.

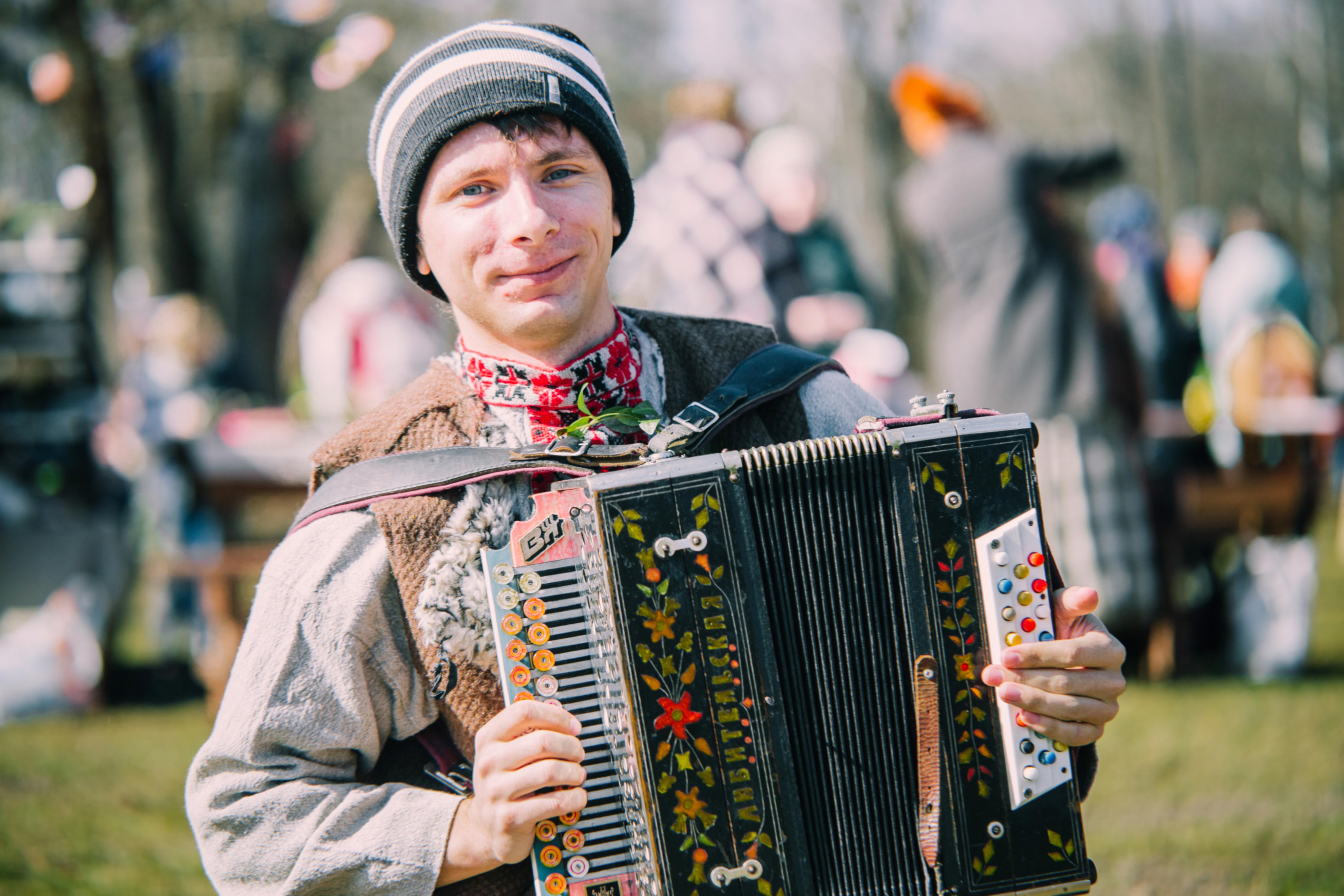
Un acordeonista.

Existen varios tipos de acordeón. Para tocar el acordeón cromático de botones y el de teclas son idénticas en la mano izquierda, pero para la mano derecha varían enormemente.
El acordeón cromático o Bayan, se distingue del acordeón de teclas a simple vista porque en la parte de la mano derecha el acordeón cromático tiene botones, mientras que el acordeón de teclas tiene un teclado modo "piano".
Un acordeón cromático de botones se distingue porque sus botones son blancos (para notas naturales) y negros (para notas alteradas) y están dispuestos en filas ligeramente inclinadas hacia abajo, de tres teclas en orden puramente cromático, es decir, partiendo de do, esta columna tiene do, do sostenido (botón negro) y re; la siguiente fila (la inmediatamente inferior a la anterior) de tres teclas tiene el re sostenido (botón negro), mi y fa, y así sucesivamente. Generalmente estos acordeones tienen más de tres columnas: lo más normal es que tengan 5 columnas de botones, siendo las dos superiores réplicas de las dos primeras. Esto sirve para aumentar las posibilidades de digitación al tocar, además de permitir transportar de tono una melodía sin tener que cambiar la digitación ejecutada.
En el caso del Bayan, el manual izquierdo tiene 2 manuales, a diferencia de los acordeones cromáticos convencionales, que solo tienen uno llamado stradella (sistema de bajo y acorde). El segundo manual tiene acceso por medio de una palanca o barra cerca de la botonera izquierda que al ser activado se disponen de 58 notas ordenadas cromáticamente, con las cuales puede el intérprete hacer melodía y deponer de un rango de notas más amplio.
Los "pitos" o lengüetas del acordeón se desgastan y se pueden desafinar, ensuciar o partir.
Para afinarlos se extraen las cajas musicales y se buscan los "pitos desafinados". Luego se liman los "pitos" hasta que se consiga la nota adecuada.
El limado se realiza por la punta para agudizar o subir el tono o por la parte de atrás del remache para bajarlo; para esto también se puede añadir un cuerpo metálico sobre la lengüeta, para que ésta baje de frecuencia.
Esta labor artesanal requiere de mucha práctica y experiencia, así como muy buen oído musical. Esto último se debe a que para el acordeón no se usan aditamentos electrónicos en su afinación, ya que la forma como vibran los pitos (en música: color de la nota) dificulta su lectura en aparatos electrónicos. Aún leyendo la frecuencia de la nota con aparatos electrónicos, el brillo de la nota solo que se gradúa al gusto podría no quedar acorde a los demás.
Esta técnica también es usada en acordeones diatónicos para "transportar"; es decir, cambiar sus tonalidades. En Colombia, por ejemplo, donde se usan mayormente los acordeones diatónicos, encontramos una profesión empírica denominada técnico de acordeones, que se dedica a estos procedimientos como al mantenimiento del acordeón en general.

#### Electrónica y digital
.

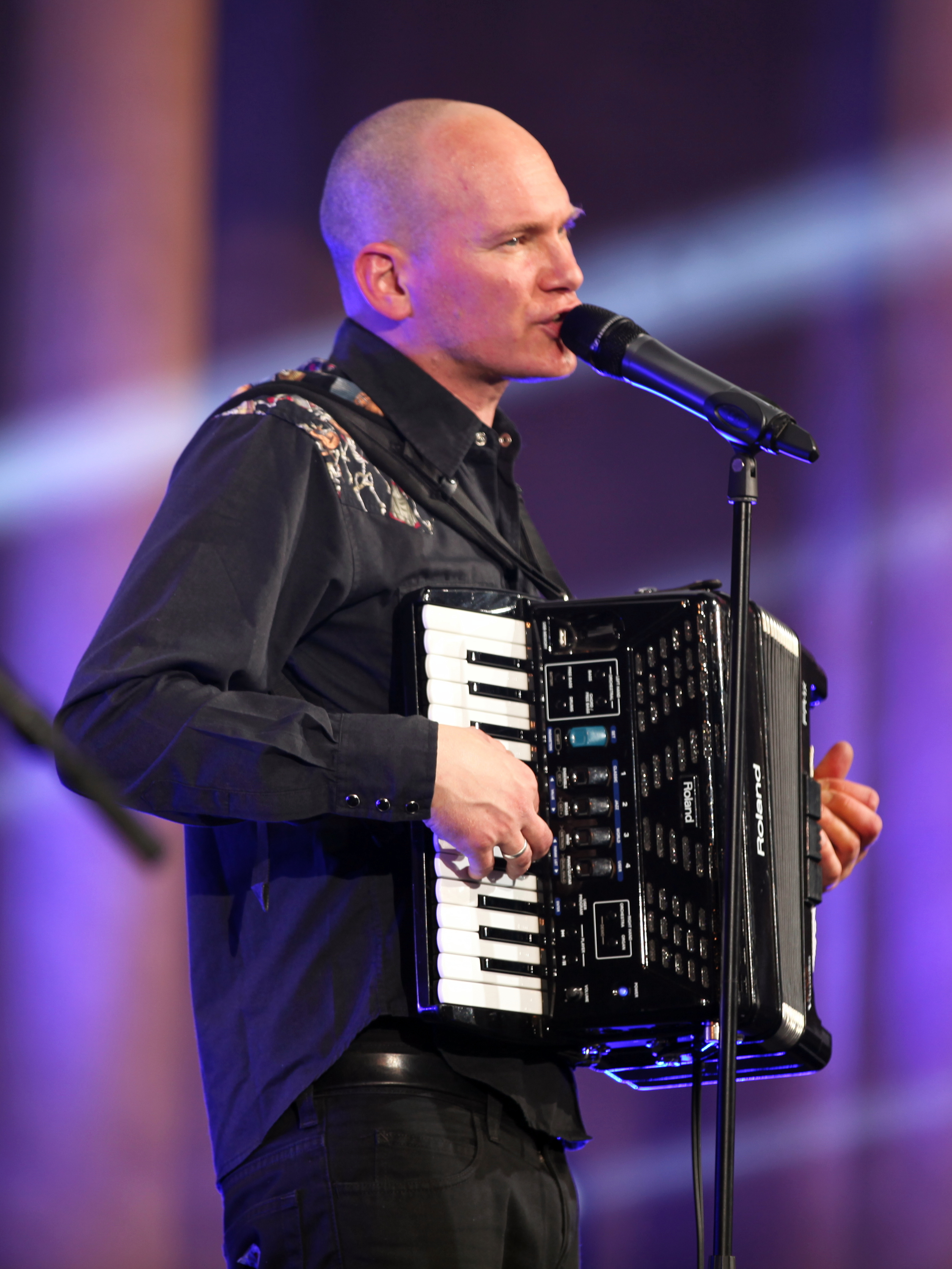
Rainer von Vielen-Heimatsound tocando un acordeón digital Roland V-Accordion. El banco de interruptores electrónicos puede cambiar el sonido, el tono y el volumen del acordeón

En la década de 2010, se introdujo una gama de acordeones electrónicos y digitales. Tienen un módulo de sonido electrónico que crea el sonido del acordeón, y la mayoría utiliza sistemas MIDI para codificar las pulsaciones y transmitirlas al módulo de sonido. Un acordeón digital puede tener cientos de sonidos, que pueden incluir diferentes tipos de acordeones e incluso sonidos no relacionados con el acordeón, como el órgano de tubos, el piano o la guitarra. Se utilizan sensores en los botones y las teclas, como interruptores de lengüeta magnética. También se utilizan sensores en el fuelle para transmitir el empuje y la tracción del fuelle al módulo de sonido. Los acordeones digitales pueden tener características que no se encuentran en los instrumentos acústicos, como un pedal de sostenido de tipo piano, un control de modulación para cambiar las teclas y un efecto de portamento.
Como instrumento electrónico, estos tipos de acordeones se conectan a un sistema de megafonía o a un amplificador de teclado para producir sonido. Algunos acordeones digitales tienen un pequeño altavoz interno y un amplificador, por lo que pueden utilizarse sin un sistema de megafonía o un amplificador de teclado, al menos para practicar y en lugares pequeños como cafeterías. Una de las ventajas de los acordeones electrónicos es que pueden practicarse con auriculares, lo que los hace inaudibles para otras personas que estén cerca. En un acordeón digital, el volumen del teclado de la derecha y de los botones de la izquierda se puede ajustar de forma independiente.
También existen acordeones híbridos acústico-digitales. Son acordeones acústicos (con lengüetas, fuelles, etc.), pero también contienen sensores, electrónica y conexiones MIDI, lo que proporciona una gama más amplia de opciones de sonido. Un híbrido acústico-digital puede fabricarse de esta forma, o puede ser un acordeón acústico al que se le han añadido sensores y conexiones electrónicas posventa. Varias empresas venden kits de electrónica de recambio, pero suelen ser instalados por técnicos profesionales de acordeones, debido a la naturaleza compleja y delicada de las partes internas de un acordeón.

### Acordones inusuales

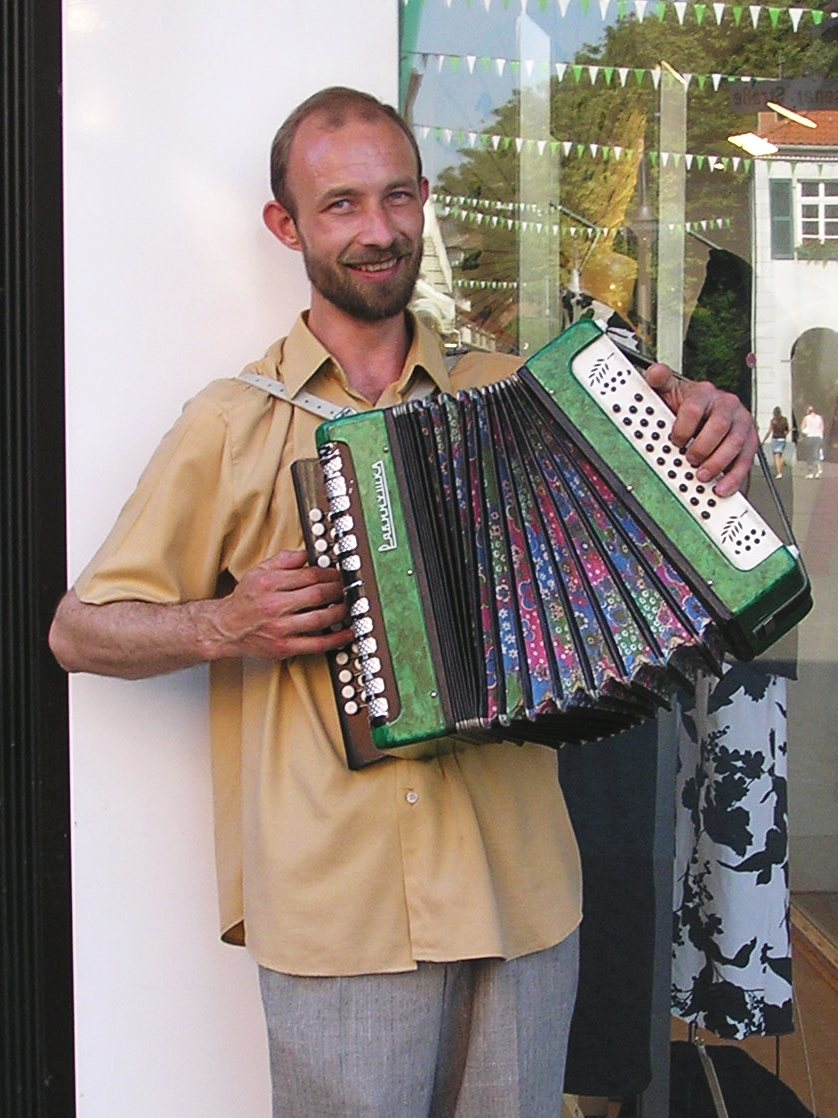
Garmon player

Se han creado varios acordeones híbridos entre instrumentos de diferentes botoneras y acciones.  Muchos siguen siendo curiosidades, sólo unos pocos han permanecido en uso:
- El acordeón Schrammel, utilizado en Viena música de cámara y klezmer, que tiene la botonera de agudos de un acordeón de botones cromático y una botonera de bajos bisonora, similar a un acordeón de botones diatónico expandido.
- El Steirische Harmonika, un tipo de acordeón de botones diatónico bisonórico propio de la música folclórica alpina de Eslovenia, Austria, la República Checa, el estado alemán de Baviera y el Tirol del Sur italiano.
- El schwyzerörgeli u órgano suizo, que suele tener un agudo diatónico de tres filas y 18 botones de bajo unisonóricos en una disposición de bajo/acorde -un subconjunto del sistema Stradella en orden inverso al bajo belga- que se desplazan paralelamente al movimiento del fuelle
- La trikitixa del pueblo vasco, que tiene una fila de agudos diatónicos bisonoricos y un bajo diatónico unisonórico de 12 botones
- El acordeón cromático británico, el acordeón diatónico preferido en Escocia. Mientras que la mano derecha es bisonórica, la izquierda sigue el sistema Stradella. La forma de élite de este instrumento se considera generalmente el Shand Morino de fabricación alemana, producido por Hohner con la aportación de Sir Jimmy Shand[8]
- Armonía de pedales, un tipo de acordeón utilizado a veces en la música folclórica polaca, que tiene un par de fuelles similares a los de un órgano de bombeo.
- El acordeonista estadounidense John Serry Sr. desarrolló un "Acordeón Free Bass" en 1940 para ayudar a los músicos en la interpretación de composiciones de música clásica. Contaba con dos teclados que estaban afinados in octavas para la mano izquierda del intérprete. Esto proporcionaba una gama de tonos que superaba las tres octavas y media. El segundo teclado se activaba mediante un mecanismo de interruptor. Fue diseñado para ser tocado únicamente mediante el uso del pulgar del intérprete.[9][10][11]
- El compositor y acordeonista finlandés Veli Kujala desarrolló un acordeón de "cuarto de tono" junto con el fabricante de acordeones italiano Pigini en 2005, y ha escrito obras para él. Emplea el mismo sistema que el acordeón de concierto, con una escala de cinco octavas, cada una de ellas dividida en 24 cuartos de tono.[12] Otros compositores notables que han escrito conciertos para el acordeón de cuartos de tono son Jukka Tiensuu y Sampo Haapamäki.[13]

## Historia
La historia del acordeón es corta, rápida e intensa, de tal suerte que Cyrill Demian registró el invento como acordeón en 1829, el austriaco mismo, debió abandonar sus derechos sobre el invento en 1835, debido a los notables avances a los que había sido sometido. Parece que el origen europeo de los instrumentos de lengüeta libre está en los órganos soplados orientales, que se habían extendido por Rusia en el siglo XVIII, aunque no como instrumento popular.
Basándose en la lengüeta simple, numerosos inventores elaboraron diferentes elementos. Desde el parisino Pinsonnat, que inventó el typófono, que daba una sola nota fija, hasta Eschembach, que unió varias.
En 1810 aparecen diferentes órganos soplados occidentales, y Buschman, en Berlín, fábrica en 1821 la mundarmónika, de la que deriva la conocida armónica, colocando una serie de lengüetas en fila cada una de las cuales produce una nota distinta. 
Su hijo, al incorporar un pequeño fuelle, crea la andaolina. Pero fue Cyrill Demian quien se hizo con la patente, construyendo un instrumento dotado de un fuelle y cinco botones, cada uno de los cuales, al ser pulsado, producía dos acordes, uno al abrir y otro diferente al cerrar el fuelle. Estos diez acordes bastaban para acompañar numerosas canciones, siendo muy sencillo su uso y aprendizaje en la música popular, sobre todo cuando en 1831 Isoard Mathieu reemplaza los acordes de cada botón por dos notas individuales que se producían una al abrir y otra al cerrar el fuelle, es así dotado de dos escalas diatónicas, lo que da lugar al acordeón diatónico.
En 1834, Foulón añade las alteraciones, creando el primer acordeón cromático. La evolución del instrumento continúa y en 1854 Malhaús Bauer sustituye los botones por teclas, creando el "acordeón a piano", al que denominaban el "piano del pobre".
En torno a 1880 se le añade un segundo teclado, en la parte derecha, compuesto por cuatro botones que permitían dar dos acordes cada uno como acompañamiento a la melodía. Así se constituye el acordeón diatónico, que ha llegado hasta hoy en la tradición musical de casi todos los pueblos.
Existen nuevas modificaciones técnicas, como poner dos lengüetas iguales en cada nota, de forma que dé la misma nota al abrir y al cerrar el fuelle, ponen la base de los modernos acordeones de concierto de nuestros días.

## Géneros musicales que utilizan como base el instrumento
- Folclore ruso
- Folclore ucraniano
- Folclore serbio
- Folclore estonio
- Vallenato y cumbia en Colombia.
- Joropo Oriental en Venezuela.

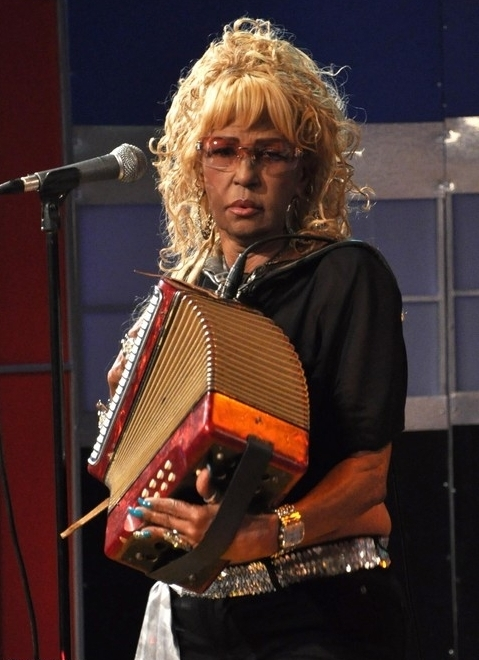
Fefita La Grande, acordeonista y cantante dominicana de merengue típico

- Música folclórica de Panamá, principalmente Cumbia, tamborito y Típico.
- Música pimba en Portugal
- Cueca en Chile
- Cumbia ranchera, Corridos en Chile
- Chamarrita en Uruguay
- Chamamé, Cuarteto, Polca correntina en Argentina
- Chamamé en Paraguay
- Czarda en Rumania
- Chanson en Francia e Italia
- Canción Napolitana en Italia
- Huayno y Vals en Perú
- Música de Cámara  en todo el Mundo
- Norteña, Mariachi y Cumbia en México
- Polca canaria en Uruguay
- Polka paraguaya en Paraguay
- Milonga en Uruguay y Brasil
- Música tejana (Tex-Mex) en Estados Unidos
- Merengue típico en República Dominicana
- Música celta en Irlanda y Escocia principalmente
- Forró en Brasil
- Musette en Francia
- Huayno, cueca en Bolivia
- Ranchera en Uruguay
- Repertorio Original para Acordeón y Bayan
- Pasodoble en España
- Saloma en Inglaterra y aguas internacionales.
- Tango en Argentina y Uruguay
- Tarantela en Italia
- Vanerão, Bugio, milonga, polca, chamamé, rancheira, xote tocadas en Río Grande del Sur, Brasil, conocida como música gaúcha y por todo el país junto con ritmos característicos de otros estados: baião, forró, sertaneja, guarania, valsa, etc.
- Vanera en Uruguay
- Xote en Uruguay
- Yodel, música folklórica del sur de Alemania, Suiza y Austria
- Zydeco y Música Cajun  tradicional en Luisiana (EE. UU.)
- En la jota de Navarra, La Rioja y Aragón junto con la guitarra.
- En la música popular gallega y leonesa.
- En algunos subgéneros de heavy metal como el folk metal, viking metal, metal pagano, celtic metal, "troll metal", etc.
- Klezmer